# 村松邦男
村松 邦男（むらまつ くにお、1952年3月17日 - ）は、日本のギタリスト、作曲家、編曲家、歌手。シュガー・ベイブの元メンバー。

## 人物・来歴
東京都出身。東京都立文京高等学校在学時、アマチュア・バンド（主にマイク・ブルームフィールドやジェフ・ベックなどのコピーバンド）を結成する。リーダー、ベーシストを務める。学園祭等のライブに出演した。
1972年に山下達郎、大貫妙子らとシュガー・ベイブを結成、リードギターを担当する。1975年にシングル「DOWN TOWN」とアルバム『SONGS』を発表、収録曲「ためいきばかり」では作詞・作曲・ボーカルも担当。1976年解散した。
解散後は編曲家としての活動を中心に、大瀧詠一の要請で『多羅尾伴内楽団Vol.2』（1978年）、『A LONG VACATION』（1981年）等、ナイアガラ・レーベル関係の作品の殆どにリードギターで参加する。
他にもEPOや山本達彦のバッキングを担当。シャネルズ（ラッツ&スター）、スクーターズ、ザ・キング・トーンズ、吉川晃司、早見優、山下久美子、テレサ・テン、Natural Punch Drunker等にも楽曲を提供する。アニメ映画「名探偵ホームズ」の音楽を担当した。
CM音楽作品には「フジカラー写ルンです」「不二家ミルキー」「日清焼そばU.F.O.」「ジョージア 明日があるさ」などがある。

### 2000年代後半以降の主な活動
本業の傍ら、音楽家を目指す若者のためのプロジェクト「ネットスプラウト」に関わる。デモテープに対するコメントや、自身の若き日のバンドの物語「あるバンドの物語」を執筆。
安部王子と共にバンド「R・O・M・A」を結成。全国のライブハウスなどに出演中。
2013年には朝香里映（元ティンクティンク）、しゅがあ百恵とFLYING CLAMを結成。ベーシストとドラマーが加入し、自主制作で2枚のミニアルバムを発表後、活動停止。
2013年、Dr.Tommyのプロデュースによる、きいちろのアルバム「空高く天高く〜一歩ずつ一歩ずつ〜」の制作にメインギタリストとして参加。

## ディスコグラフィ

### アルバム
- GREEN WATER（1983年9月25日発売、徳間ジャパン JAL-40）
  - 再発CD： 2007年3月28日発売、徳間ジャパン/LOST HOUSE ARCHIVE CLUB LHAC-7004） - 紙ジャケット、ボーナス・トラック8曲収録。

1. The Party
2. 僕のガールズ
3. フェアリー
4. ジェラシー
5. 天国色の夢（Heaven Color's Dream）
6. アフターケア
7. うたたね
8. KATHARINA
9. Midnight Desire
10. 僕のガールズ（SINGLE Version）
11. Midnight Desire（SINGLE Version）
12. Get Together
13. 今夜もDo it（DEMO Version）
14. アフターケア（DEMO Version）
15. KATHARINA（DEMO Version）
16. フェアリーレディ（DEMO Version）
17. Midnight Desire（DEMO Version）

- ROMAN（1985年1月25日発売、徳間ジャパン 28JAL-24）
  - 再発CD： 2007年3月28日発売、徳間ジャパン/LOST HOUSE ARCHIVE CLUB LHAC-7005） - 紙ジャケット、ボーナストラック9曲収録。

1. 愛してルミナス
2. Candy Heart
3. Lover's Party
4. You're So Fine
5. 雨糸
6. Dream Of Dream
7. Rainy Day
8. 冬の陽だまり
9. 一角獣
10. Never Never Land
11. X'mas Rock
12. Sunrise Twist
13. Italian Blue
14. Paradise
15. Hasta El Verano
16. Sunrise Twist（SINGLE Version）
17. Dream Of Dream（KARAOKE Version）

- ANIMALS（1985年6月25日発売、徳間ジャパン 28JAL-3011）
  - 再発CD： 2007年3月28日発売、徳間ジャパン/LOST HOUSE ARCHIVE CLUB LHAC-7005） - 紙ジャケット、ボーナストラック6曲収録。

1. I Saw The Light
2. プラトニック・ラプソディー
3. その名ビリー・ジャック
4. King Of The Rock'n Roll
5. 船が空を翔けるとき
6. ルート・ロックン・ロール
7. Love Discovery
8. 心の空にレインボウ
9. 柊
10. Band（1973-1976）
11. 柊（SINGLE Version）
12. 愛の翼
13. Snow Man
14. Do You Believe In Magic
15. And Johnny Come Home

- Do You Believe In Magic: Anthology 1975-1986（2004年4月1日発売、徳間ジャパン TKCA-72667）
  - ベスト盤

1. ためいきばかり
2. THE PARTY
3. 僕のガールズ
4. フェアリー
5. ジェラシー
6. うたたね
7. SUNRISE TWIST
8. 愛してルミナス
9. CANDY HEART
10. 雨糸
11. RAINY DAY
12. 冬の陽だまり
13. X'MAS ROCK
14. I SAW THE LIGHT
15. 柊（Single Version）

### ミニ・アルバム（アナログ）
- TOURIST（1984年6月25日発売、徳間ジャパン 18JAL-3）
  - ROMAN再発CDにボーナストラックとして収録。EXのメンバー（梅林茂、奈良敏博など）が参加している。

### シングル（アナログ）
- 僕のガールズ／Midnight Desire（1983年6月25日発売、徳間ジャパン JAS-2048）
  - GREEN WATER再発CDにボーナストラックとして収録。
- Sunrise Twist／フェアリー（1984年7月25日発売、徳間ジャパン 7JAS-11）
  - ROMAN再発CDにボーナストラックとして収録。A面はメナード化粧品「ミューラル」CMソング。
- X'mas Rock／Get Together（1984年11月25日発売、徳間ジャパン 7JAL-23）
  - A面はROMAN再発CDに、B面はGREEN WATER再発CDにボーナストラックとして収録。
- 柊／愛の翼（1985年6月25日発売、徳間ジャパン 7JAS-37）
  - ANIMALS再発CDにボーナストラックとして収録。A面は美酒爛漫CMソング。

### 12インチ・シングル（アナログ）
- Christmas Presents（1986年11月25日発売、Believe In Magic MAGIC-3）
  - ANIMALS再発CDにボーナストラックとして収録。大貫妙子、野口明彦らが参加。

### オムニバス
- Light Mellow 徳間ジャパンEdition（2004年11月25日発売、徳間ジャパン TKCA-72814）
  - M-10.LOVER'S PARTY

### R・O・M・A
- OMAKE（2007年4月、非売品）
- らいぶかどうだか（2007年）
  - ライブカドウダカ plus（Nautilus Records NR-ROM0004、リミックスの上ボーナストラック（全曲カラオケ）収録）

1. インカンおした
2. あれやこれ
3. BooDoo Child
4. A Planet of the Zoo
5. 天国ぢゃ
6. 耳のおそうじ
7. インカンおした（カラオケ）
8. あれやこれ（カラオケ）
9. BooDoo Child（カラオケ）
10. A Planet of the Zoo（カラオケ）
11. 天国ぢゃ（カラオケ）
12. 耳のおそうじ（カラオケ）

- ラブダカアラブダ（Nautilus Records NRH-ROMA0002）

1. 明日はじめましょう（村松邦男）
2. Monkey らっきょ（安部OHJI）
3. EDのせい（村松邦男 / 安部OHJI）
4. かくれのみ（安部OHJI）
5. きのう あした（村松邦男）
6. 朝がくる（作詞：村松邦男、作曲：安部OHJI）
7. インカンおした - あんたらいったい何処へ？ mix（安部OHJI）
8. Pas de Trois（安部OHJI）
9. 今日もネカフェで目がさめた（安部OHJI）
10. モモンガとむささび（村松邦男）
11. Billy the Poet - dedicated to Kurt Vonnegut and Kilgore Trout（安部OHJI / 世奇音光）
12. 天国ぢゃ - 時空超越 mix（安部OHJI）

- ラブダカアラブダ／カラオケ（Nautilus Records NRH-k01）
  - メインボーカルレスのカラオケ盤。
- ラブダカアラブダ／純カラオケ（Nautilus Records NRH-k02）
  - ボーカル、コーラスを除いたカラオケ盤。
- BOX of VOX vol.1（Nautilus Records NRH-ROMA0003）
  - 1.ジンテンモン 2.右を下にしておやすみ 3.何処いく?
- BOX of VOX vol.2（Nautilus Records NRH-ROMA0005）
  - 1.ヒル・ネル・オレ 2.Murder in the Night 3.ゴミ箱のパン
- BOX of VOX vol.3（Nautilus Records NRH-ROMA0006）
  - 1.くよくよしたい 2.Dancing Spiral 3.TUBE-MAN

#### オムニバス
- Net Sprout Night Live!（Nautilus Records NR-NS001）
  - M-11.今日もネカフェで目がさめた（安部OHJI） 12.BooDoo Child（村松邦男）

#### その他
- 早見優『LANAI』アルバムA面5曲の編曲（1983年）
- ジャッキー・チェン「想い出のイーグルス／Memories of Eagles」編曲（1985年）
- 西城秀樹「Blue Sky」編曲（1988年）